# Manuel I de Kibangu
Manuel Afonso Nzinga a Nlenke va ser governador de Kibangu i un dels dos principals pretendents Kinlaza al tron del regne del Congo durant la guerra civil del Congo, juntament amb el rei de Lemba. Va governar al regne de Kibangu de 1685 a 1688.
Quan Manuel Afonso va ascendir al tron de Kibangu, hi va haver qui es van oposar a la seva reclamació al Regne del Congo, i va començar una lluita interna pel tron de Kibangu. Els dirigents contraris al mandat de Manuel Afonso eren dos germans de la casa Água Rosada, producte d'un pare Kinlaza i d'un pare Kimpanzu. La facció dels germans va tenir èxit en 1688, i el més gran dels dos, Álvaro, va guanyar el tron de Kibangu.